# Мотольський діалект
Мотольська говірка (Мотольскій діалєкт, Motolskij dialekt) — говірка одна з загородськіх говірок західнополіського говіру північного наріччя української мови, на якому розмовляють у Білорусі в агромістечку Мотоль Приблизно 5 000 осіб розмовляють мотольською говіркою на щоденній основі. Одним із найвідоміших його носіїв є Олександр Валодзько

## Словник
Мотольський діалект походить з української, польської, білоруської та російської мов. Проте діалект має специфічну для нього лексику.
| Мотольська говірка  | Українська |
| ------------------- | ---------- |
| Ольхе (Olche)       | Цвях       |
| Перган (Perhan)     | Паркан     |
| Нагавици (Nahavycy) | Штані      |

| Мотольська говірка        | Українська    |
| ------------------------- | ------------- |
| Добры ранок (Dobry ranok) | Доброго ранку |
| Прывет (Pryviet)          | Привіт        |
| Здрасьте (Zdraśtie)       | Здрастуйте    |
| Добры дэнь (Dobry deń)    | Добрий день   |
| Добры вэчур (Dobry večur) | Добрий вечір  |